# Nguyễn Đình Hậu

Chân dung Trung tướng Nguyễn Đình Hậu

Nguyễn Đình Hậu là một sĩ quan cấp cao trong Quân đội nhân dân Việt Nam, hàm Trung tướng, nguyên Chính ủy Tổng cục Công nghiệp quốc phòng (2005–2008).

## Thân thế và sự nghiệp
Trước năm 2005, ông là Phó Tư lệnh về chính trị Binh chủng Thông tin
Năm 2005, bổ nhiệm giữ chức Chính ủy Tổng cục Công nghiệp quốc phòng
Năm 2008, ông nghỉ hưu.
Thiếu tướng (2002), Trung tướng (2006)